# Etah
Etah är en stad i den indiska delstaten Uttar Pradesh, och är administrativ huvudort för distriktet Etah. Staden hade 118 517 invånare vid folkräkningen 2011, med förorter 130 931 invånare.